# Sedan (Francja)
Sedan – miejscowość i gmina we Francji, w regionie Grand Est, w departamencie Ardeny.
Według danych na rok 1990 gminę zamieszkiwało 21 667 osób, a gęstość zaludnienia wynosiła 1331 osób/km².
Miasto leży nad rzeką Mozą w płn.-wsch. Francji. W trakcie wojny francusko-pruskiej, w 1870 r. pod Sedanem wojska niemieckie pod dowództwem Helmuta von Moltke otoczyły 83-tys. korpus francuski przy obecności cesarza Napoleona III Bonaparte. Napoleon III, bez walki oddał się wraz z armią do niewoli niemieckiej, otwierając w ten sposób wojskom niemieckim drogę na Paryż. Było to przyczyną wybuchu w Paryżu rewolucji, znanej pod nazwą Komuny Paryskiej.

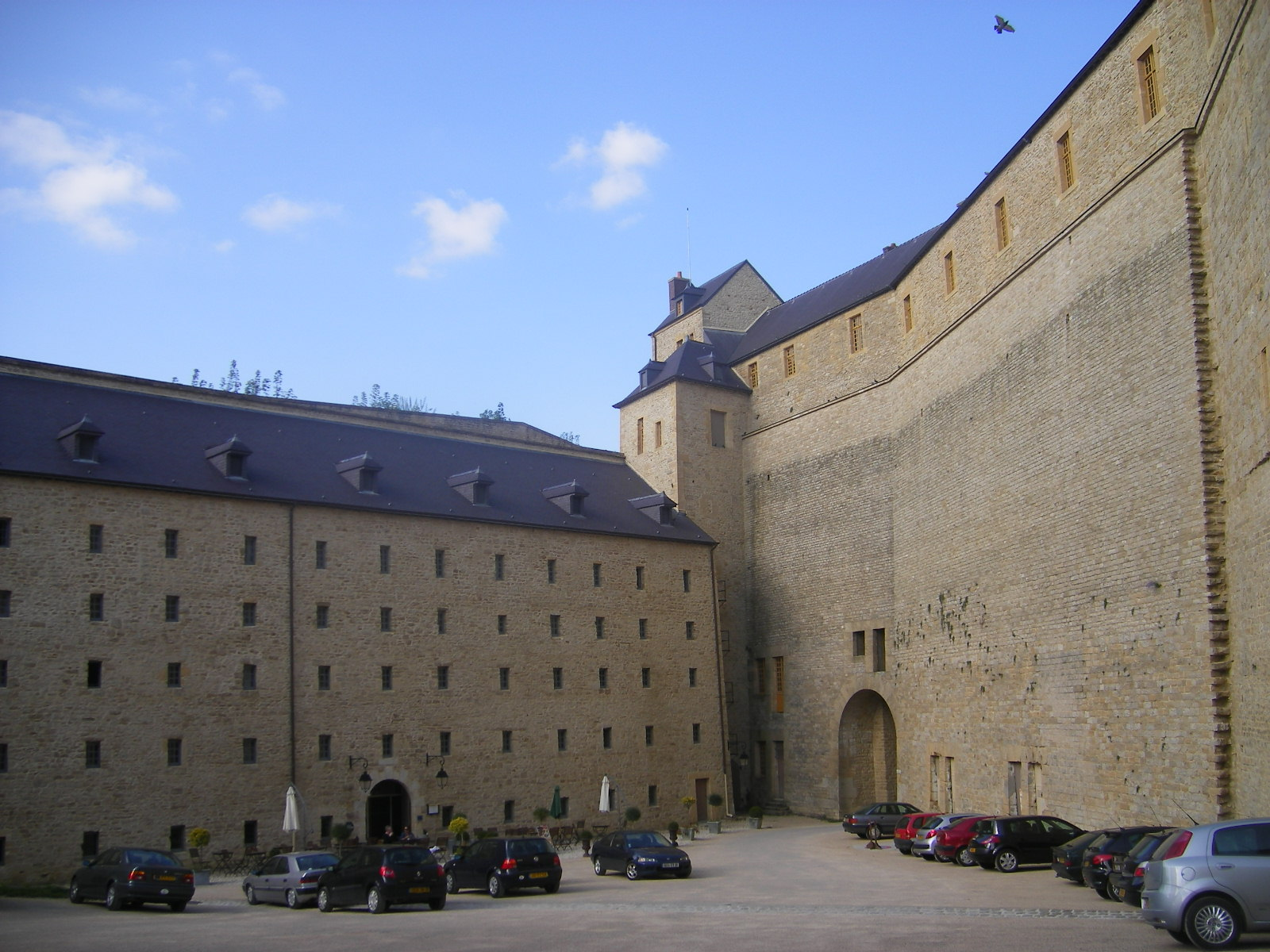
Zamek w Sedanie, 2007
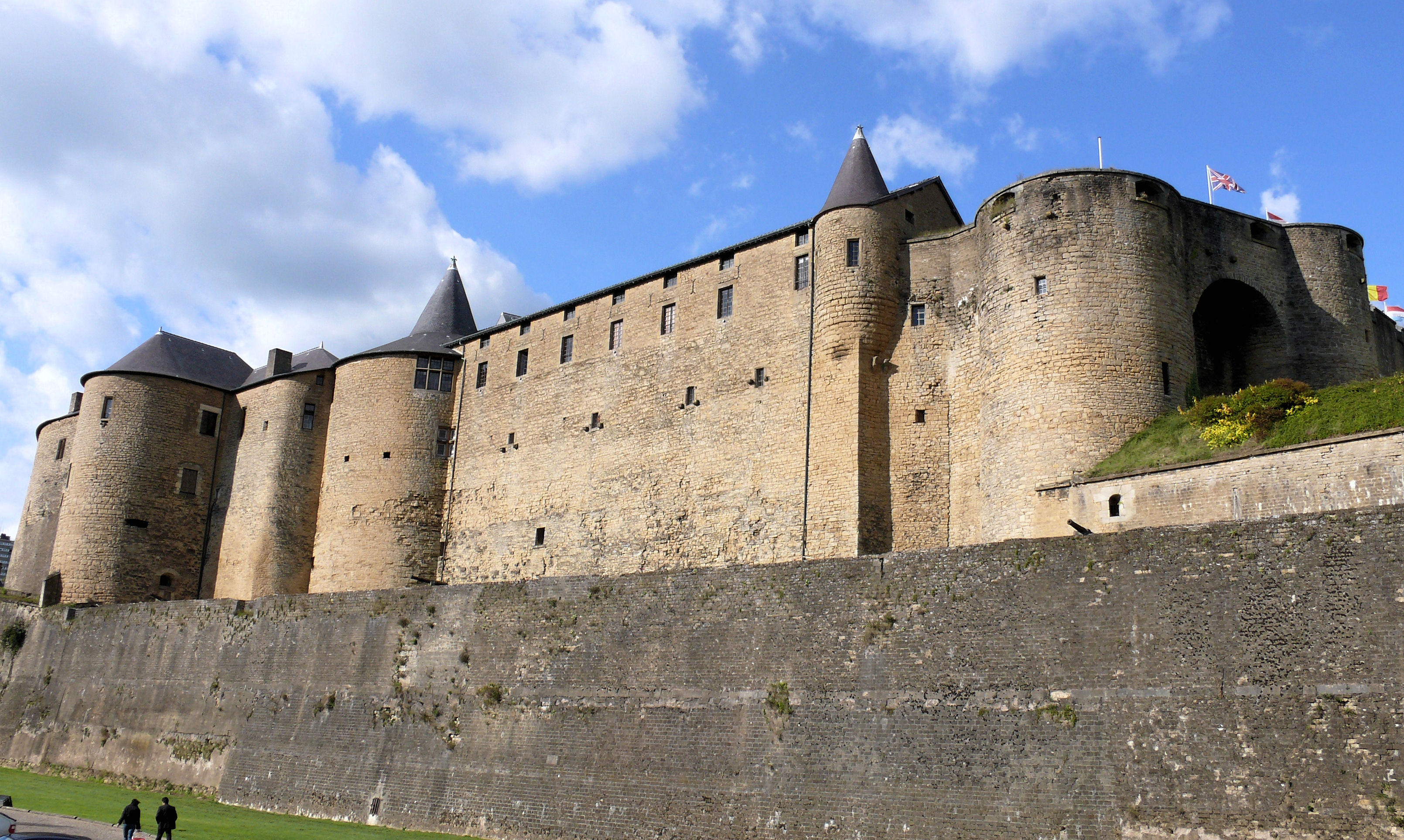
Zamek w Sedanie, 2010
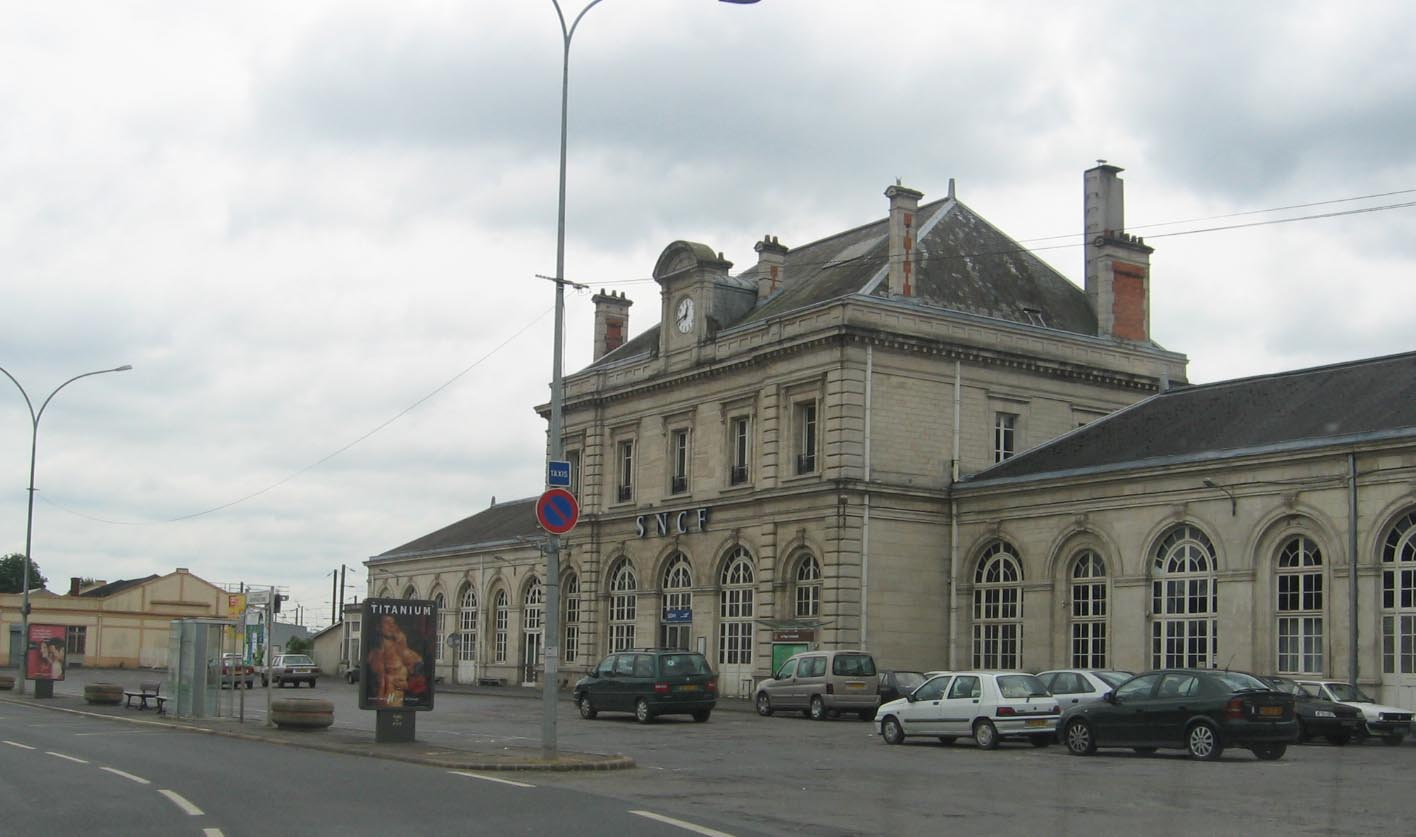
Dworzec kolejowy w Sedanie, 2006

## Współpraca
- Eisenach, Niemcy